# 2014 100 legnagyobb slágere
Ez a lista a Billboard magazin első Hot 100 zenéjét tartalmazza 2014-ből.

## Lista

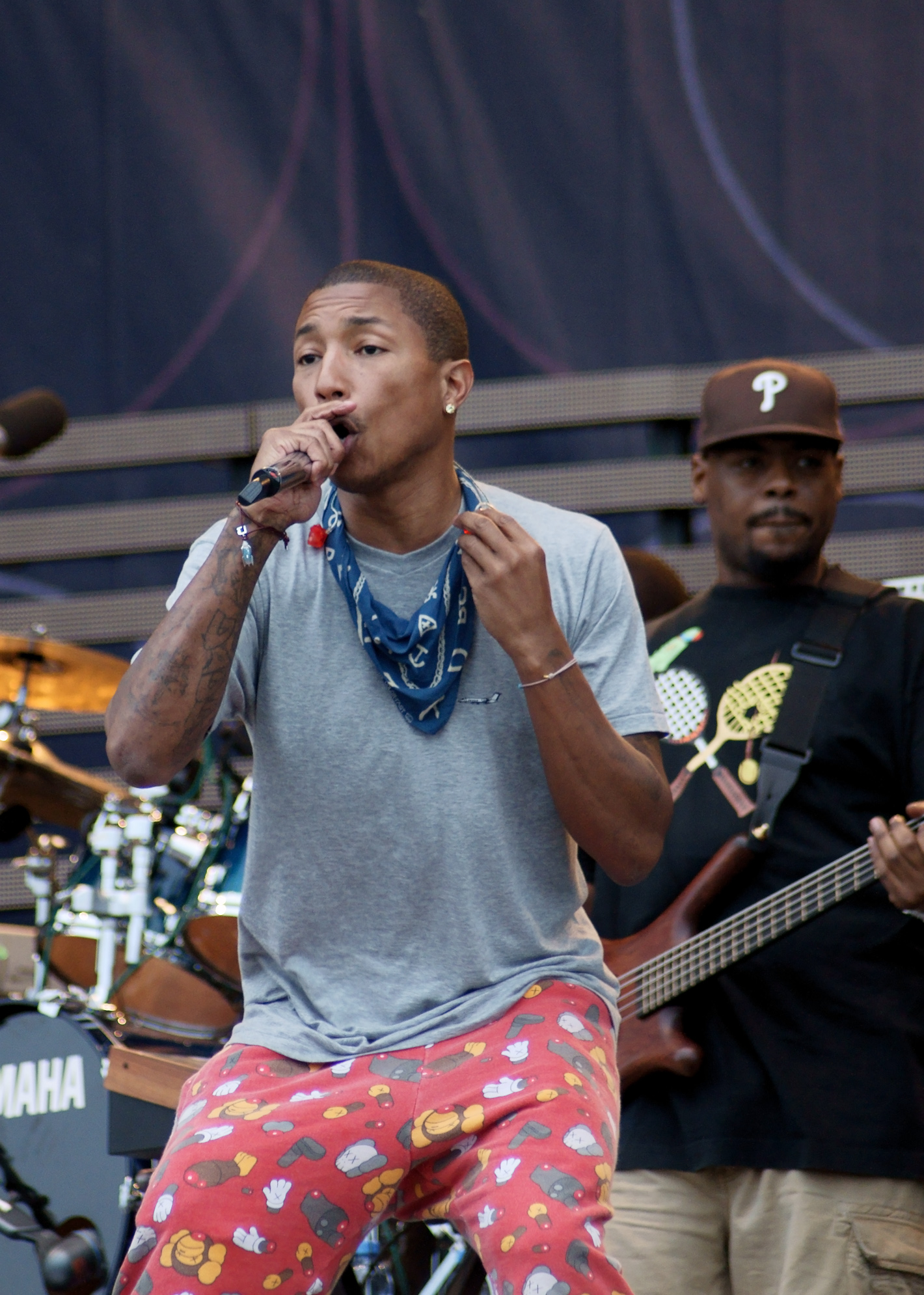
A Happy-t énekli Pharrell Williams ami a lista első helyezettje, összesen 10 egymást követő héten állt a Billboard Hot 100 élén 2014-ben.

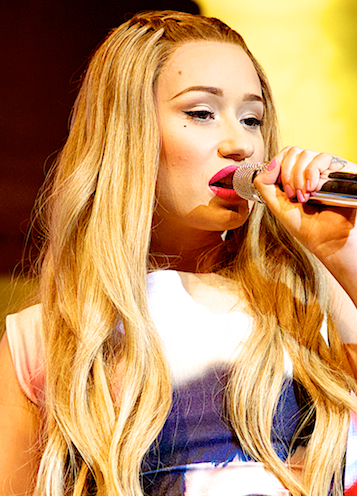
Az ausztrál rappernek, Iggy Azalea-nak 4 dala található meg a listán, a Fancy című dala a 4. helyezett.

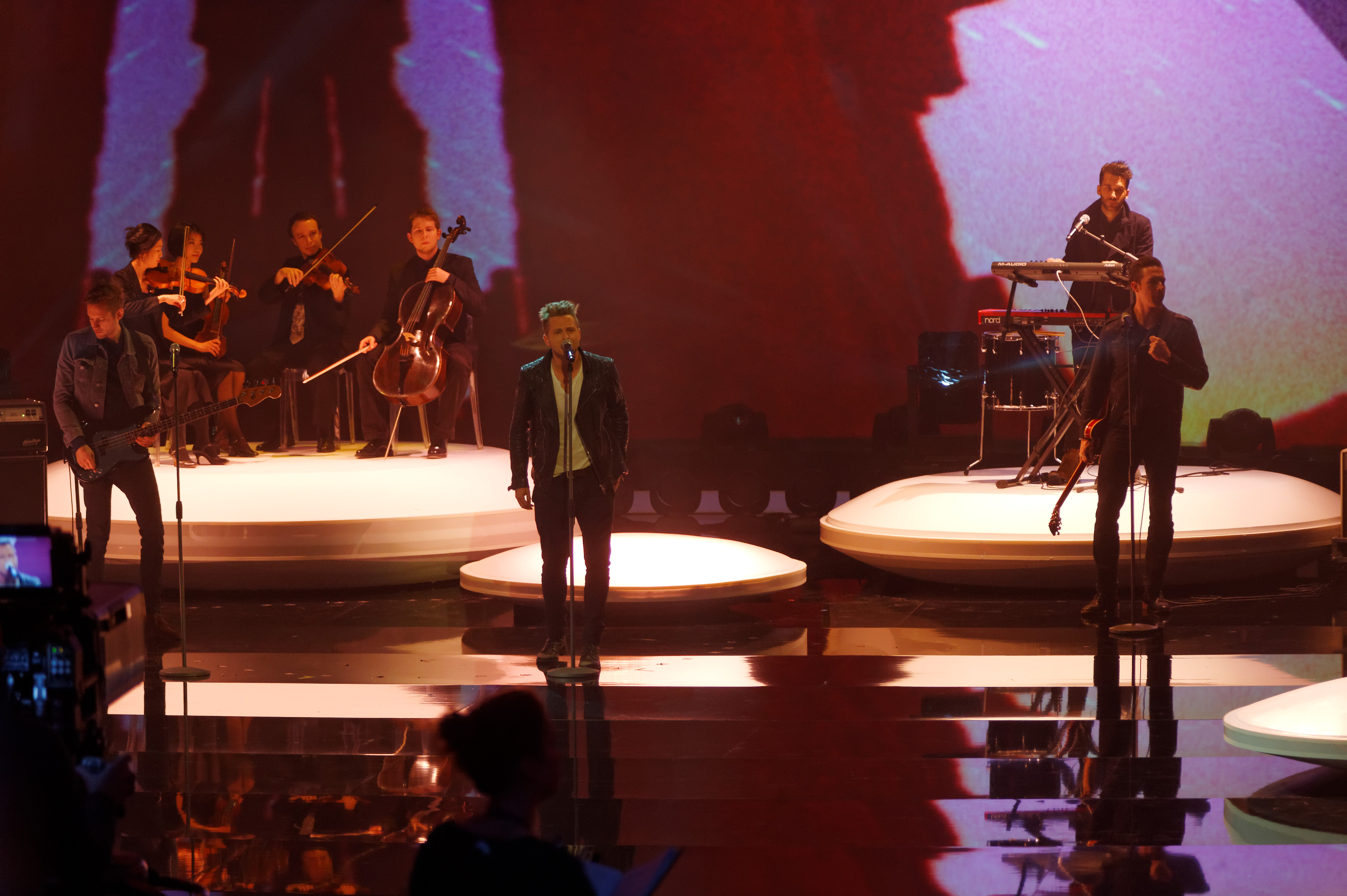
OneRepublic helyezkedik el a legmagasabban a zenekarok közt, a Counting Stars című dalával.

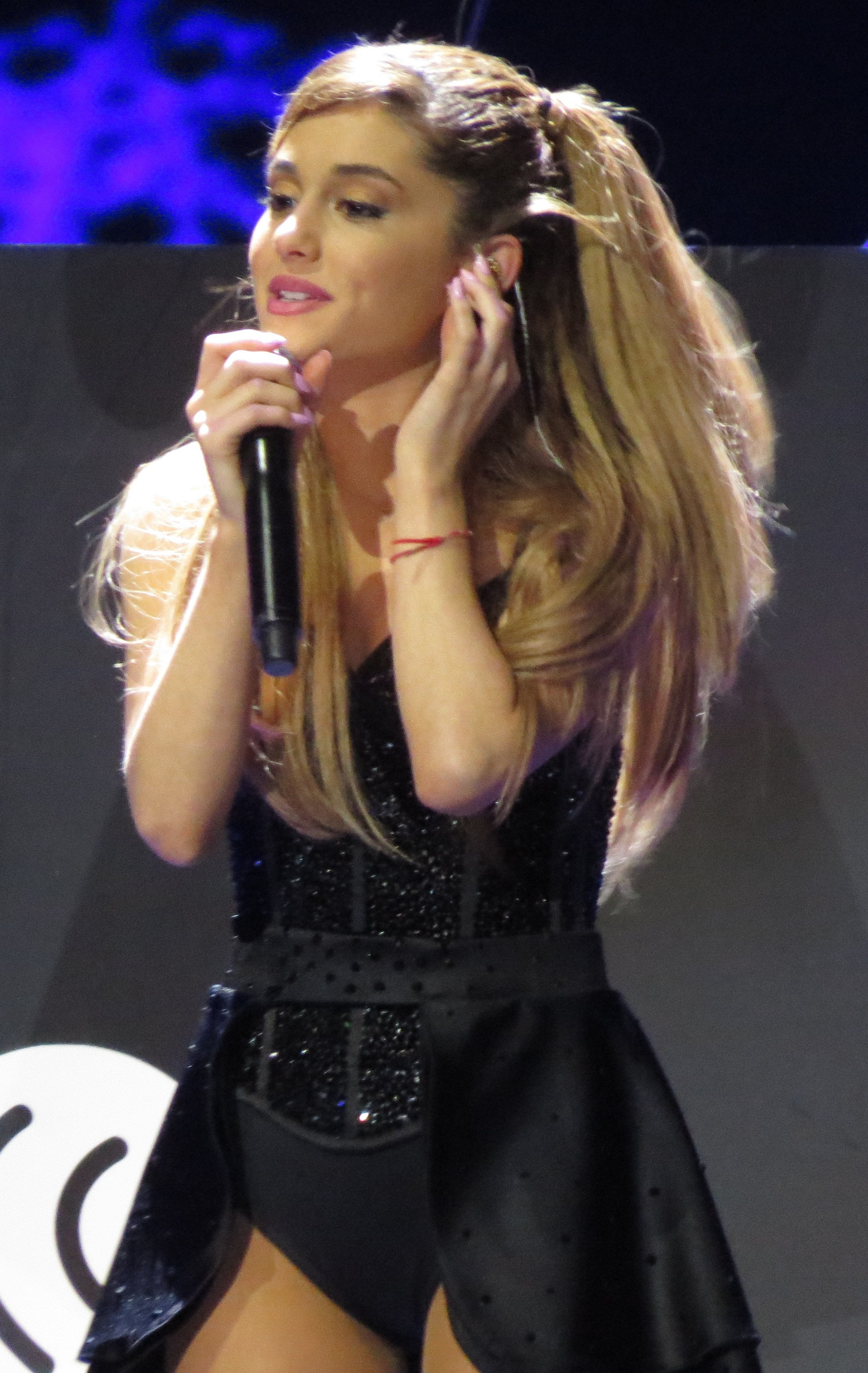
Ariana Grande három dala a top 40-ben szerepelt, a Problem, a Bang Bang, és a Break Free.

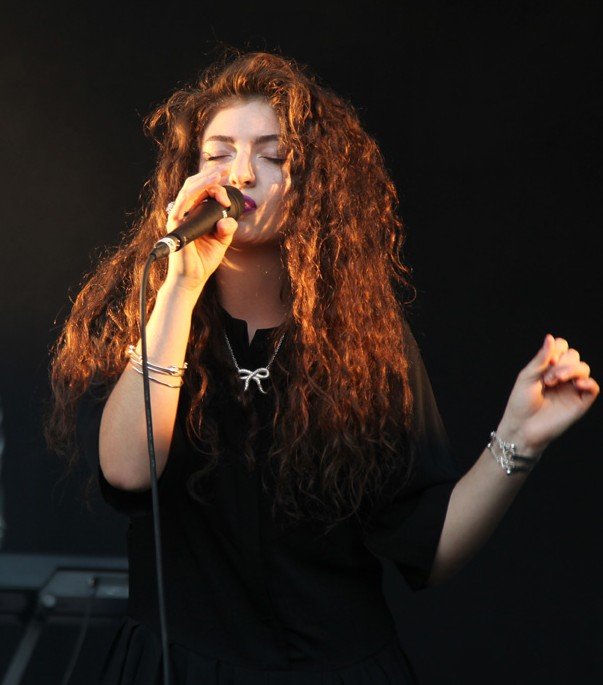
Az új-zélandi énekes, Lorde két kislemeze is a top 20-ban szerepel, a Team(18. helyezett) és a Royals (20. helyezett).

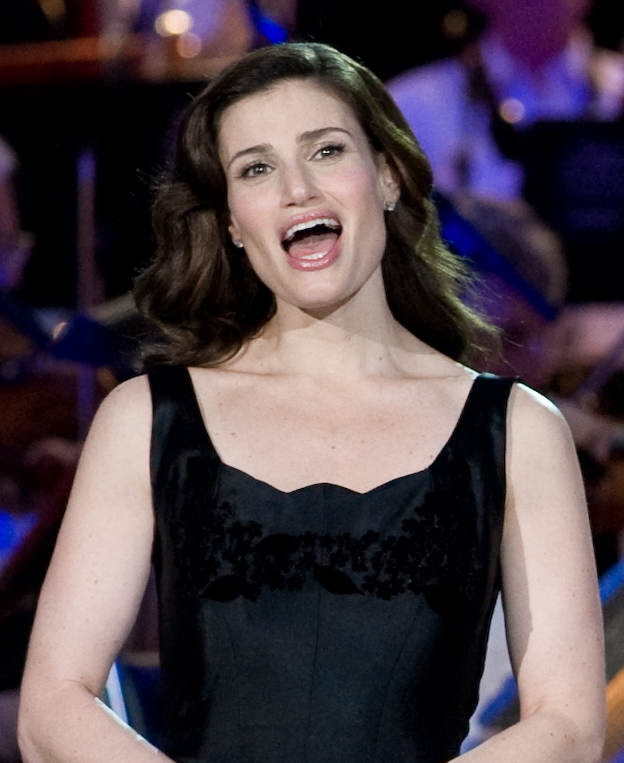
A Let It Go című szám a Jégvarázsból a 21. helyezést érte el. Ez az egyetlen Disney musical a listán. Legutóbb 1995-ben szerepelt Disney musical a hot 100-as listán, a Colors of the Wind című dal volt a Pocahontasból.

| №   | Cím                          | Művész                                                                    |
| --- | ---------------------------- | ------------------------------------------------------------------------- |
| 1   | Happy                        | Pharrell Williams                                                         |
| 2   | Dark Horse                   | Katy Perry közreműködött Juicy J                                          |
| 3   | All of Me                    | John Legend                                                               |
| 4   | Fancy                        | Iggy Azalea közreműködött Charli XCX                                      |
| 5   | Counting Stars               | OneRepublic                                                               |
| 6   | Talk Dirty                   | Jason Derulo közreműködött 2 Chainz                                       |
| 7   | Rude                         | Magic!                                                                    |
| 8   | All About That Bass          | Meghan Trainor                                                            |
| 9   | Problem                      | Ariana Grande közreműködött Iggy Azalea                                   |
| 10  | Stay with Me                 | Sam Smith                                                                 |
| 11  | Timber                       | Pitbull közreműködött Kesha                                               |
| 12  | Pompeii                      | Bastille                                                                  |
| 13  | Shake It Off                 | Taylor Swift                                                              |
| 14  | Am I Wrong                   | Nico & Vinz                                                               |
| 15  | Turn Down for What           | DJ Snake és Lil Jon                                                       |
| 16  | The Monster                  | Eminem közreműködött Rihanna                                              |
| 17  | Say Something                | A Great Big World és Christina Aguilera                                   |
| 18  | Team                         | Lorde                                                                     |
| 19  | Let Her Go                   | Passenger                                                                 |
| 20  | Royals                       | Lorde                                                                     |
| 21  | Let It Go                    | Idina Menzel                                                              |
| 22  | Wake Me Up                   | Avicii                                                                    |
| 23  | Demons                       | Imagine Dragons                                                           |
| 24  | Story of My Life             | One Direction                                                             |
| 25  | Chandelier                   | Sia                                                                       |
| 26  | Black Widow                  | Iggy Azalea közreműködött Rita Ora                                        |
| 27  | Bang Bang                    | Jessie J, Ariana Grande, és Nicki Minaj                                   |
| 28  | Latch                        | Disclosure közreműködött Sam Smith                                        |
| 29  | Maps                         | Maroon 5                                                                  |
| 30  | Loyal                        | Chris Brown közreműködött Lil Wayne és French Montana, Too Short, or Tyga |
| 31  | Best Day of My Life          | American Authors                                                          |
| 32  | Habits                       | Tove Lo                                                                   |
| 33  | Summer                       | Calvin Harris                                                             |
| 34  | Boom Clap                    | Charli XCX                                                                |
| 35  | Drunk in Love                | Beyoncé közreműködött Jay Z                                               |
| 36  | Anaconda                     | Nicki Minaj                                                               |
| 37  | Break Free                   | Ariana Grande közreműködött Zedd                                          |
| 38  | Bailando                     | Enrique Iglesias közreműködöttDescemer Bueno és Gente de Zona             |
| 39  | Burn                         | Ellie Goulding                                                            |
| 40  | Wiggle                       | Jason Derulo közreműködött Snoop Dogg                                     |
| 41  | Rather Be                    | Clean Bandit közreműködött Jess Glynne                                    |
| 42  | Don't Tell 'Em               | Jeremih közreműködött YG                                                  |
| 43  | Show Me                      | Kid Ink közreműködött Chris Brown                                         |
| 44  | Wrecking Ball                | Miley Cyrus                                                               |
| 45  | Not a Bad Thing              | Justin Timberlake                                                         |
| 46  | Roar                         | Katy Perry                                                                |
| 47  | Ain't It Fun                 | Paramore                                                                  |
| 48  | The Man                      | Aloe Blacc                                                                |
| 49  | This Is How We Roll          | Florida Georgia Line közreműködött Luke Bryan                             |
| 50  | Classic                      | MKTO                                                                      |
| 51  | A Sky Full of Stars          | Coldplay                                                                  |
| 52  | Don't                        | Ed Sheeran                                                                |
| 53  | Na Na                        | Trey Songz                                                                |
| 54  | Hot Boy                      | Bobby Shmurda                                                             |
| 55  | Hold On, We're Going Home    | Drake közreműködött Majid Jordan                                          |
| 56  | Sing                         | Ed Sheeran                                                                |
| 57  | Radioactive                  | Imagine Dragons                                                           |
| 58  | My Hitta                     | YG közreműködött Jeezy és Rich Homie Quan                                 |
| 59  | Cool Kids                    | Echosmith                                                                 |
| 60  | Hey Brother                  | Avicii                                                                    |
| 61  | Trumpets                     | Jason Derulo                                                              |
| 62  | Animals                      | Maroon 5                                                                  |
| 63  | Burnin' It Down              | Jason Aldean                                                              |
| 64  | Play It Again                | Luke Bryan                                                                |
| 65  | 2 On                         | Tinashe közreműködött ScHoolboy Q                                         |
| 66  | Dirt                         | Florida Georgia Line                                                      |
| 67  | Love Runs Out                | OneRepublic                                                               |
| 68  | Bottoms Up                   | Brantley Gilbert                                                          |
| 69  | Shower                       | Becky G                                                                   |
| 70  | Me and My Broken Heart       | Rixton                                                                    |
| 71  | Animals                      | Martin Garrix                                                             |
| 72  | Lifestyle                    | Rich Gang közreműködött Young Thug és Rich Homie Quan                     |
| 73  | American Kids                | Kenny Chesney                                                             |
| 74  | Brave                        | Sara Bareilles                                                            |
| 75  | Sweater Weather              | The Neighbourhood                                                         |
| 76  | Leave the Night On           | Sam Hunt                                                                  |
| 77  | New Flame                    | Chris Brown közreműködött Usher és Rick Ross                              |
| 78  | Love Never Felt So Good      | Michael Jackson és Justin Timberlake                                      |
| 79  | Drunk on a Plane             | Dierks Bentley                                                            |
| 80  | Birthday                     | Katy Perry                                                                |
| 81  | Bartender                    | Lady Antebellum                                                           |
| 82  | La La La                     | Naughty Boy közreműködött Sam Smith                                       |
| 83  | Blurred Lines                | Robin Thicke közreműködött T.I. és Pharrell                               |
| 84  | Do What U Want               | Lady Gaga közreműködött R. Kelly                                          |
| 85  | Can't Remember to Forget You | Shakira közreműködött Rihanna                                             |
| 86  | Amnesia                      | 5 Seconds of Summer                                                       |
| 87  | No Mediocre                  | T.I. közreműködött Iggy Azalea                                            |
| 88  | Come with Me Now             | Kongos                                                                    |
| 89  | Believe Me                   | Lil Wayne közreműködött Drake                                             |
| 90  | 23                           | Mike WiLL Made-It közreműködött Miley Cyrus, Wiz Khalifa, és Juicy J      |
| 91  | Beachin'                     | Jake Owen                                                                 |
| 92  | White Walls                  | Macklemore & Ryan Lewis közreműködött ScHoolboy Q és Hollis               |
| 93  | She Looks So Perfect         | 5 Seconds of Summer                                                       |
| 94  | Stay the Night               | Zedd közreműködött Hayley Williams                                        |
| 95  | Partition                    | Beyoncé                                                                   |
| 96  | Studio                       | ScHoolboy Q közreműködött BJ the Chicago Kid                              |
| 97  | 0 to 100 / The Catch Up      | Drake                                                                     |
| 98  | I Don't Dance                | Lee Brice                                                                 |
| 99  | Somethin' Bad                | Miranda Lambert és Carrie Underwood                                       |
| 100 | Adore You                    | Miley Cyrus                                                               |